# Marie-Thérèse d'Alverny
Marie-Thérèse d'Alverny (Boën-sur-Lignon, 25 gennaio 1903 – Parigi, 26 aprile 1991) è stata una storica e bibliotecaria francese.

## Biografia
Archivista paleografa (1928), conservatrice della Bibliothèque nationale (gabinetto dei manoscritti), dottore in storia, distaccata come maître de recherche al CNRS, venne incaricata d'insegnamento al Centre d'études supérieures des civilisations médiévales. È stata membro dell'Academia Lulliana di Maiorca, dell'Académie internationale des sciences, membro corrispondente della Mediaeval Academy of America, della londinese British Academy e della Academia de buenas letras di Barcellona.
Rilevanti i suoi studi sull'avicennismo latino e sulla cultura arabo-latina medievale.